# Coppa di Lega 2015-2016 (pallavolo, Grecia)
La Coppa di Lega 2015-2016 si è svolta dal 9 ottobre 2015 al 20 febbraio 2016: al torneo hanno partecipato dodici squadre di club greche e la vittoria finale è andata per la terza volta, la seconda consecutiva, all'Olympiakos.

## Regolamento
La competizione vede le 12 squadre provenienti dalla Volley League divise in quattro gironi da 3 squadre ciascuno, al termine dei quali le prime classificate dei quattro gironi si incrociano in semifinale, con le vincitrici che si affrontano nella finale in gara unica.

## Squadre partecipanti
| - Arīs Salonicco - Ethnikos Alexandroupolīs - Foinikas Syro - Īraklīs Salonicco - Lamia - Olympiakos | - Orestiada - Pamvochaïkos - Panachaïkī - Panathīnaïkos - PAOK |

## Torneo

### Fase a gironi

#### Gruppo A

##### Risultati
| 09 ottobre 2015 EKG Dīmītrios Tofalos, Patrasso Durata: ? - Spettatori: ? | Foinikas Syro | 3 - 2 | Panachaïkī | 20-25, 22-25, 25-21, 25-21, 15-7 |
| 10 ottobre 2015 EKG Dīmītrios Tofalos, Patrasso Durata: ? - Spettatori: ? | Foinikas Syro | 1 - 3 | Olympiakos | 25-23, 15-25, 16-25, 16-25       |
| 11 ottobre 2015 EKG Dīmītrios Tofalos, Patrasso Durata: ? - Spettatori: ? | Olympiakos    | 3 - 0 | Panachaïkī | 25-20, 25-9, 25-14               |

##### Classifica
| Pos | Squadra       | Pt | G | V | P | SV | SP | Ratio | PF | PS | Ratio |
| --- | ------------- | -- | - | - | - | -- | -- | ----- | -- | -- | ----- |
| 1   | Olympiakos    | 6  | 2 | 2 | 0 | 6  | 1  | 6.000 | -  | -  | -     |
| 2   | Foinikas Syro | 2  | 2 | 1 | 1 | 4  | 5  | 0.800 | -  | -  | -     |
| 3   | Panachaïkī    | 1  | 2 | 0 | 2 | 2  | 6  | 0.333 | -  | -  | -     |

#### Spareggi
| 10 ottobre 2015 ?, ? Durata: ? - Spettatori: ? | Orestiada         | 0 - 3 | Ethnikos Alexandroupolīs | 19-25, 22-25, 18-25               |
| 10 ottobre 2015 ?, ? Durata: ? - Spettatori: ? | Pamvochaïkos      | 3 - 2 | Panathīnaïkos            | 15-25, 28-26, 21-25, 25-19, 25-23 |
| 11 ottobre 2015 ?, ? Durata: ? - Spettatori: ? | PAOK              | 3 - 0 | Arīs Salonicco           | 25-14, 25-8, 25-16                |
| 16 ottobre 2015 ?, ? Durata: ? - Spettatori: ? | Īraklīs Salonicco | 3 - 0 | Lamia                    | 25-21, 31-29, 25-23               |

### Seconda fase

#### Spareggi
| 17 ottobre 2015 ?, ? Durata: ? - Spettatori: ? | Olympiakos        | 3 - 0 | Panachaïkī               | 25-15, 25-12, 25-17        |
| 18 ottobre 2015 ?, ? Durata: ? - Spettatori: ? | PAOK              | 3 - 0 | Ethnikos Alexandroupolīs | 25-20, 25-20, 25-16        |
| 20 gennaio 2016 ?, ? Durata: ? - Spettatori: ? | Īraklīs Salonicco | 3 - 1 | Pamvochaïkos             | 25-22, 25-23, 18-25, 25-21 |

### Fase finale
|  | Semifinali        | Semifinali        | Semifinali |      |            | Finale     | Finale | Finale |  |
|  |                   |                   |            |      |            |            |        |        |  |
|  | Olympiakos        | Olympiakos        | 3          |      |            |            |        |        |  |
|  | Olympiakos        | Olympiakos        | 3          |      |            |            |        |        |  |
|  | Īraklīs Salonicco | Īraklīs Salonicco | 0          |      |            |            |        |        |  |
|  | Īraklīs Salonicco | Īraklīs Salonicco | 0          |      | Olympiakos | Olympiakos | 3      |        |  |
|  |                   |                   |            |      | Olympiakos | Olympiakos | 3      |        |  |
|  |                   |                   | PAOK       | PAOK | 2          |            |        |        |  |
|  | PAOK              | PAOK              | PAOK       | PAOK | 2          | 3          |        |        |  |
|  | PAOK              | PAOK              |            |      |            |            |        |        |  |
|  | Foinikas Syro     | Foinikas Syro     | 0          |      |            |            |        |        |  |

#### Semifinali
| 19 febbraio 2016 KG Ermoupolīs D. Vikelas, Ermopoli Durata: ? - Spettatori: ? | Olympiakos | 3 - 0 | Īraklīs Salonicco | 25-18, 25-13, 25-22 |
| 19 febbraio 2016 KG Ermoupolīs D. Vikelas, Ermopoli Durata: ? - Spettatori: ? | PAOK       | 3 - 0 | Foinikas Syro     | 27-25, 25-22, 25-20 |

#### Finale
| 20 febbraio 2016 KG Ermoupolīs D. Vikelas, Ermopoli Durata: ? - Spettatori: ? | Olympiakos | 3 - 2 | PAOK | 20-25, 20-25, 25-17, 25-20, 17-15 |